# 프로스펙트 파크 동물원

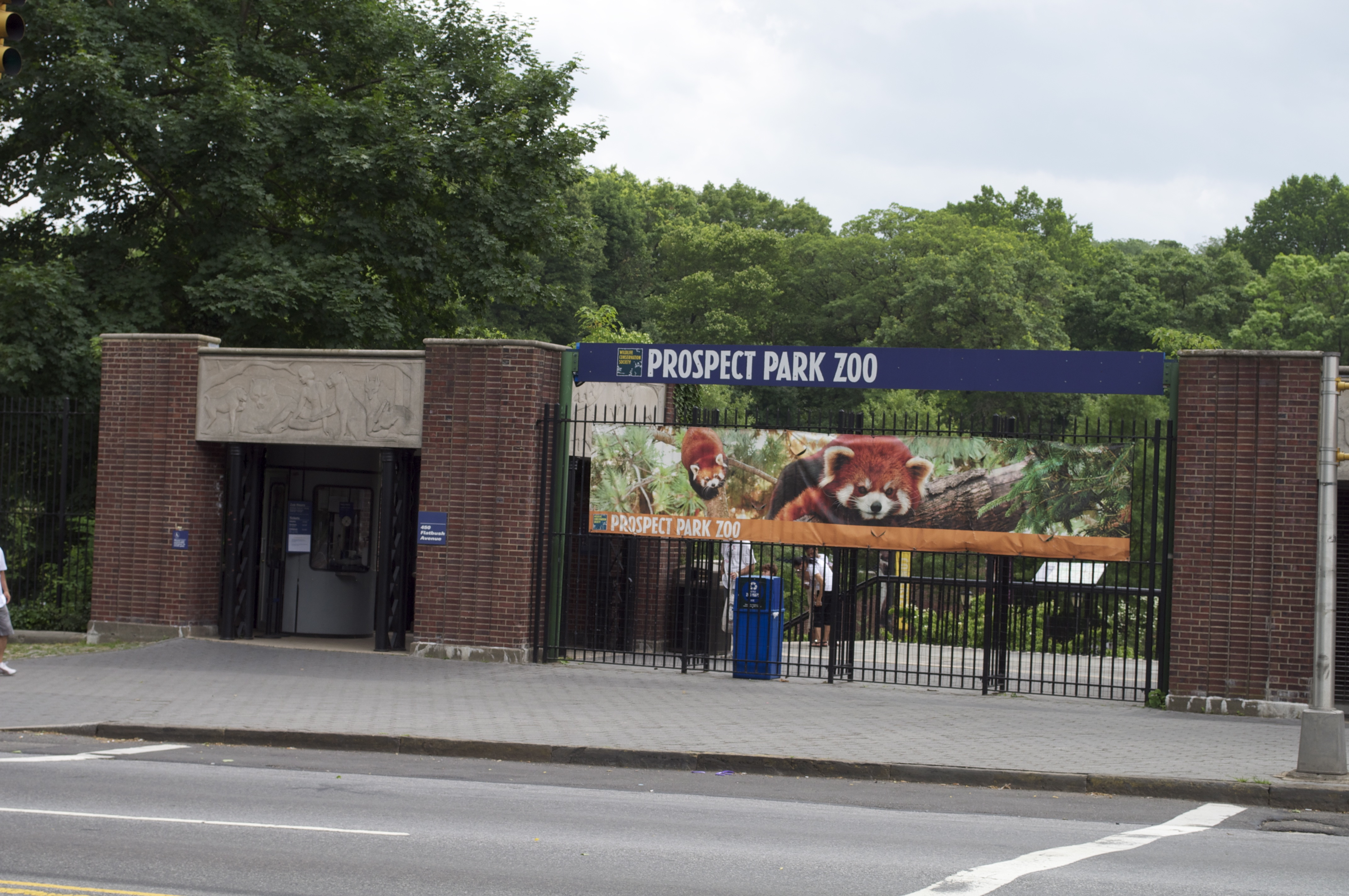
프로스펙트 파크 동물원

프로스펙트 파크 동물원(영어: Prospect Park Zoo)은 미국의 뉴욕 브루클린 프로스펙트 공원에 위치한 동물원이다. 프로스펙트 파크 동물원매일 오전 10:00시부터 오후 4시 30분까지 영업한다.
2016년 기준 약 176종 864마리의 동물이 동물원에 있으며 2007년 기준 연간 평균 30만 명의 방문객이 찾고 있다. 프로스펙트 파크 동물원은 야생동물 보호 협회(Wildlife Conservation Society, WCS)에서 운영한다. 프로스펙트 파크 동물원의 운영과 함께 WCS는 어린이 교육 프로그램을 제공하고, 멸종 위기에 처한 종의 개체군 복원에 참여하고, 야생 동물 극장을 운영하고, 자원 봉사 프로그램을 통해 지역 사회에 다가간다.
그 전신인 메나주리(Menagerie)는 1890년에 문을 열었다. 현재 시설은 1935년 7월 3일에 도시 동물원으로 처음 문을 열었으며 1934년 공원 국장 로버트 모세스(Robert Moses)가 시작한 도시 공원, 놀이터 및 동물원의 대규모 재활성화 프로그램의 일부였다. 그것은 토목 사업 관리 및 작업 진행 관리(WPA) 인력 및 자금 지원을 통해 대부분 건설되었다.
뉴욕시 공원 및 레크리에이션 부서에서 운영하는 도시 동물원으로 53년 동안 운영된 프로스펙트 파크 동물원(구어체로 "브루클린 동물원"이라고도 함)은 재건을 위해 1988년 6월에 문을 닫았다. 이 폐쇄는 1930년대 건물의 외관을 제외하고 동물원을 완전히 대체하는 5개년, 3,700만 달러 규모의 리노베이션 프로그램의 시작을 알렸다. 1993년 10월 5일에 WCS가 관리하는 4개의 동물원과 1개의 수족관 시스템의 일부로 프로스펙트 공원 야생동물 보호 센터로 재헌납되었으며 동물원 및 수족관 협회(AZA)의 인증을 받았다.